# We władzy ojca
We władzy ojca (wł. Padre padrone) – włoski dramat biograficzny z 1977 roku w reżyserii Paola i Vittoria Tavianich. Swoją premierę obraz miał w konkursie głównym na 30. MFF w Cannes, gdzie otrzymał główną nagrodę Złotą Palmę oraz Nagrodę FIPRESCI.

## Fabuła
Gravino nie miał jeszcze dziesięciu lat, gdy ojciec postanowił o zaniechaniu jego edukacji. Pragnieniem ojca było, by syn został pasterzem. Chłopak doświadczał samotności, był przez ojca bity i skazany na wiele wyrzeczeń. Jedynym ratunkiem okazała się służba wojskowa. Stała się okazją do ponownego podjęcia nauki.

## Obsada
- Omero Antonutti – ojciec
- Saverio Marconi – Gavino
- Marcella Michelangeli – matka
- Fabrizio Forte – młody Gavino
- Nanni Moretti – Cesare
- Gavino Ledda w roli samego siebie

## Produkcja
Zdjęcia kręcono na Sardynii, m.in. w Cargeghe i okolicach.

## Nagrody
Obraz otrzymał szereg międzynarodowych nagród, m.in.ː
- Złota Palma na Festiwalu Filmowym w Cannes, 1977
- FIPRESCI na Festiwalu Filmowym w Cannes, 1977
- Grand Prix na Międzynarodowym Festiwalu Filmowym w Berlinie, 1977
- David speciale (David di Donatello), 1978
- Nastro d’argento (dla najlepszego reżysera, najlepszy aktor debiutujący), 1978
- Kandydatura do BAFTA dla najlepszego aktora dla Saverio Marconiego